# Aniversari (novel·la)
Aniversari és una novel·la d'Alba Sabaté escrita l'any 2013 i guardonada amb el Premi Marian Vayreda de prosa narrativa (Premis Literaris Ciutat d'Olot). La novel·la s'ha inclòs en la prosa intimista.

## Sinopsi
L'Antònia celebra l'aniversari amb el seu marit Frederic, en una casa amb jardinet a la part alta de Gràcia. Tenen una filla a Londres que aviat els farà avis, i de tant en tant recorden el fill que van perdre de petit. Durant quaranta-dos anys el matrimoni va treballar en una botiga de queviures que ara porten uns paquistanesos. El barri ha canviat molt, Barcelona no s'acaba mai i la vida se’ls engruna a les mans. Amb més gestos que paraules, l'Antònia i el Frederic fan el mapa de les seves vides. Amb una prosa precisa i clara, Aniversari ens acosta la vellesa tal com és, a estones tendra i a estones cruel.

## Estil
El llenguatge, sempre el llenguatge, el mot ben triat, la frase curta que ho diu tot, el que es veu, el que se sent, el que es tasta, el que s'olora, el que es toca en el moment oportú, és el moll de l'os d'un llibre que ens apropa al sentit de la decrepitud humana. És un mèrit, per Alba Sabaté, descriure la bellesa de la vellesa amb la paraula oportuna, el ritme adient i els sentiments incrustats.

## Ressenyes
"Unes ferides i punxades que van caient lentament, tant en silencis com en accions i re- trets, en tot el relat que ha bastit Alba Sabaté a Aniversari. Ferides i punxades per les dues bandes, acumulades en gairebé mig segle de vida comuna, que es veuen tendrament superades per les mirades, expressions i amoretes que van deixant anar un a l'altre en tota la narració. Com per compensar el dolor. Una història que destil·la una aura de placidesa, comprensió i sentiment que va generant una atmosfera de tendresa i sensibilitat en l'ànima lectora" escriu Jordi Capdevila a la ressenya "La bellesa de la vellesa" al diari Avui
"Tens una mà de lluna plena”, li va dir el Frederic a l'Antònia. “El Frederic tenia la sensació que se l'estimava com mai, i que s'estimava com mai totes i cadascuna de les ferides i punxades que aquells dits acumulaven des de feia tant de temps.”